# Beta Apodis
Beta Apodis (β Aps / HD 149324 / HR 6163) es una estrella de la constelación de Apus, el ave del paraíso. De magnitud aparente +4,23, es la tercera más brillante de la constelación, después de α Apodis y γ Apodis. Se encuentra a 158 años luz de distancia del sistema solar.
Beta Apodis es una gigante naranja de tipo espectral K0III con una temperatura superficial de 4677 K.
Con una luminosidad equivalente a la de 52 soles, su masa es aproximadamente un 85% mayor que la masa solar.
La medida de su diámetro angular —2,09 ± 0,11 milisegundos de arco— permite evaluar su diámetro real, resultando ser unas 11 veces más grande que el diámetro solar, por lo que, entre las gigantes, no es de las de mayor tamaño.
En comparación con α Apodis, también gigante naranja, es unas 14 veces menos luminosa que ésta y su diámetro es una quinta parte del de esta última.
Sus características son más similares a las de otras conocidas gigantes de tipo K como Pólux (β Geminorum) y Menkent (θ Centauri), si bien la mayor distancia que nos separa de Beta Apodis hace que sea menos brillante que cualquiera de ellas.
Por otra parte, muestra una metalicidad —abundancia relativa de elementos más pesados que el helio— algo menor que la del Sol ([M/H] = -0,05).